# Топоровская
Топоровская — деревня в Коношском районе Архангельской области. Входит в состав муниципального образования «Мирный».

## География
Находится в юго-западной части Архангельской области на расстоянии приблизительно 26 км на запад-северо-запад по прямой от административного центра района поселка Коноша.

## История
В 1873 году здесь было учтено 17 дворов, в 1905 — 21. Тогда деревня входила в Каргопольский уезд Олонецкой губернии. В советское время работали колхозы «20-я годовщина Октября» и им. Ленина.

## Население
Численность населения: 100 человека (1873 год), 126 (1905), 125 (русские 99 %) в 2002 году, 76 в 2010.